# Discografia degli OOMPH!
Questa pagina contiene l'intera discografia degli OOMPH!, gruppo musicale industrial metal tedesco, dagli esordi fino ad ora.

## Album in studio
| Anno | Album                     | Posizione | Posizione | Posizione | Posizione | Vendite | Certificazione             |
| Anno | Album                     | GER       | AUS       | SVI       | ET100     | Vendite | Certificazione             |
| ---- | ------------------------- | --------- | --------- | --------- | --------- | ------- | -------------------------- |
| 1992 | OOMPH!                    | -         | -         | -         | -         | -       | -                          |
| 1994 | Sperm                     | -         | -         | -         | -         | -       | -                          |
| 1995 | Defekt                    | -         | -         | -         | -         | -       | -                          |
| 1996 | Wunschkind                | -         | -         | -         | -         | -       | -                          |
| 1998 | Unrein                    | 37        | 38        | -         | -         | -       | -                          |
| 1999 | Plastik                   | 23        | -         | -         | -         | -       | -                          |
| 2001 | Ego                       | 21        | 60        | -         | -         | -       | -                          |
| 2004 | Wahrheit oder Pflicht     | 2         | 2         | 7         | -         | -       | Germania: Disco di platino |
| 2006 | GlaubeLiebeTod            | 5         | 16        | 21        | 68        | -       | Germania: Disco d'oro      |
| 2008 | Monster                   | 8         | 19        | 27        | 29        | -       | -                          |
| 2012 | Des Wahnsinns fette Beute | 15        | 41        | 71        | -         | -       | -                          |
| 2015 | XXV                       | 10        | 42        | 59        | -         | -       | -                          |
| 2019 | Ritual                    | 1         | 12        | 24        | -         | -       | -                          |
| 2023 | Richter und Henker        | 7         | 57        | 58        | -         | -       | -                          |

## Compilation
| Anno | Album                           | Posizione | Posizione | Posizione | Posizione | Vendite | Certificazione |
| Anno | Album                           | GER       | AUS       | SVI       | GRE       | Vendite | Certificazione |
| ---- | ------------------------------- | --------- | --------- | --------- | --------- | ------- | -------------- |
| 1998 | 1991-1996: The Early Works      | -         | -         | -         | -         | -       | -              |
| 2006 | 1998-2001: Best of Virgin Years | -         | -         | -         | -         | -       | -              |
| 2006 | Delikatessen                    | 72        | 59        | -         | -         | -       | -              |
| 2010 | Truth or Dare                   | -         | -         | -         | 49        | -       | -              |

## Singoli
| Anno | Singolo                                  | Posizione | Posizione | Posizione | Vendite | Certificazione | Album                     |
| Anno | Singolo                                  | GER       | AUS       | SVI       | Vendite | Certificazione | Album                     |
| ---- | ---------------------------------------- | --------- | --------- | --------- | ------- | -------------- | ------------------------- |
| 1991 | Ich bin Du                               | -         | -         | -         | -       | -              | OOMPH!                    |
| 1993 | Der neue Gott                            | -         | -         | -         | -       | -              | OOMPH!                    |
| 1993 | Breathtaker                              | -         | -         | -         | -       | -              | Sperm                     |
| 1994 | Sex                                      | -         | -         | -         | -       | -              | Sperm                     |
| 1994 | 3+1                                      | -         | -         | -         | -       | -              | Sperm                     |
| 1995 | Ice-Coffin                               | -         | -         | -         | -       | -              | Defekt                    |
| 1998 | Gekreuzigt                               | 81        | -         | -         | -       | -              | Unrein                    |
| 1998 | Unsere Rettung                           | -         | -         | -         | -       | -              | Unrein                    |
| 1999 | Das weisse Licht                         | 46        | -         | -         | -       | -              | Plastik                   |
| 1999 | Fieber (feat. Nina Hagen)                | -         | -         | -         | -       | -              | Plastik                   |
| 2001 | Supernova                                | 94        | -         | -         | -       | -              | Ego                       |
| 2001 | Niemand                                  | -         | -         | -         | -       | -              | Delikatessen              |
| 2004 | Augen Auf!                               | 1         | 1         | 21        | -       | -              | Wahrheit oder Pflicht     |
| 2004 | Brennende Liebe (feat. L'Âme Immortelle) | 6         | 11        | 35        | -       | -              | Wahrheit oder Pflicht     |
| 2004 | Sex hat keine Macht                      | 31        | 57        | -         | -       | -              | Wahrheit oder Pflicht     |
| 2006 | Gott ist ein Popstar                     | 12        | 14        | 93        | -       | -              | GlaubeLiebeTod            |
| 2006 | Das letzte Streichholz                   | 27        | 37        | -         | -       | -              | GlaubeLiebeTod            |
| 2006 | Die Schlinge (feat. Apocalyptica)        | 51        | -         | -         | -       | -              | GlaubeLiebeTod            |
| 2006 | Gekreuzigt 2006 + The Power Of Love      | 54        | -         | -         | -       | -              | Delikatessen              |
| 2007 | Träumst Du? (feat. Marta Jandová)        | 9         | 48        | -         | -       | -              | Delikatessen              |
| 2008 | Wach auf!                                | -         | -         | -         | -       | -              | Monster                   |
| 2008 | Beim ersten Mal tut's immer weh          | -         | -         | -         | -       | -              | Monster                   |
| 2008 | Labyrinth                                | -         | -         | -         | -       | -              | Monster                   |
| 2008 | Sandmann                                 | 60        | -         | -         | -       | -              | Monster                   |
| 2012 | Zwei Schritte vor                        | -         | -         | -         | -       | -              | Des Wahnsinns fette Beute |
| 2015 | Alles aus Liebe                          | -         | -         | -         | -       | -              | XXV                       |
| 2018 | Kein Liebeslied                          | -         | -         | -         | -       | -              | Ritual                    |
| 2018 | Tausend Mann und ein Befehl              | -         | -         | -         | -       | -              | Ritual                    |
| 2023 | Wem Die Stunde Schlägt                   | -         | -         | -         | -       | -              | Richter und Henker        |
| 2023 | Richter und Henker                       | -         | -         | -         | -       | -              | Richter und Henker        |
| 2023 | Nur ein Mensch                           | -         | -         | -         | -       | -              | Richter und Henker        |

## Video musicali
- 1994 - Sex
- 1995 - Ice-Coffin
- 1998 - Gekreuzigt
- 1998 - Gekreuzigt Remix
- 1999 - Das Weisse Licht
- 1999 - Fieber (feat. Nina Hagen)
- 2001 - Supernova
- 2001 - Swallow
- 2001 - Niemand
- 2004 - Augen Auf!
- 2004 - Brennende Liebe (feat. L'âme Immortelle)
- 2004 - Sex hat keine Macht
- 2006 - Gott ist ein Popstar
- 2006 - Das letzte Streichholz (Regie Ken Duken)
- 2006 - Die Schlinge (feat. Apocalyptica, Regie Ken Duken)
- 2006 - God is a Popstar[7]
- 2006 - Gekreuzigt 2006
- 2006 - The Power of Love
- 2007 - Träumst Du (feat. Marta Jandová)
- 2008 - Wach auf! (O.S.T. Aliens vs. Predator 2)
- 2008 - Beim ersten Mal tut's immer weh
- 2008 - Labyrinth
- 2008 - Auf Kurs
- 2009 - Sandmann
- 2012 - Ernten Was wir Säen
- 2012 - Zwei Schritte Vor
- 2015 - Alles aus Liebe
- 2018 - Tausend Mann und ein Befehl
- 2019 - Im Namen des Vaters
- 2023 - Wem die Stunde schlägt
- 2023 - Richter und Henker
- 2023 - Nur ein Mensch

## Album video
| Anno | Singolo  | Posizione | Posizione | Posizione | Vendite | Certificazione | Album |
| Anno | Singolo  | GER       | AUS       | SVI       | Vendite | Certificazione | Album |
| ---- | -------- | --------- | --------- | --------- | ------- | -------------- | ----- |
| 2007 | Rohstoff | 40        | -         | -         | -       | -              |       |

## Colonna sonora
- 2008 - Wach auf! Colonna sonora della versione tedesca di Aliens vs. Predator 2

## Tributi
- 2006 - The Power of Love Cover dei Frankie Goes to Hollywood